# ماري غراي بيك
ماري غراي بيك (بالإنجليزية: Mary Gray Peck)‏ هي صحفية وكاتِبة أمريكية، ولدت في 1867، وتوفيت في 1957.